# مشبك عصبي
في الجهاز العصبي، المشبك العصبي (بالإنجليزية: synapse)‏ أو التشابك العصبي، هو مبنى يسمح لخلية عصبية توصيل شارة كهربائية أو كيميائية لخلية أخرى (عصبية أو غير ذلك). اقترح سانتياغو رامون إي كاخال أن الخلايا العصبية هي ليست مستمرة على مدار الجسم، ولكن تتواصل مع بعضها البعض، وهي فكرة تعرف باسم مبدأ العصبية.
فعندما يصل جهد الفعل إلى نهاية محور الخلية تلتحم أكياس صغيرة تسمى الحويصلات التشابكية تحمل نواقل عصبية مع الغشاء البلازمي، وتتحرر هذه النواقل بعملية تسمى الإخراج الخلوي.
فعندما تتشابك خلية عصبية حركية مع خلية عضلية، تتحرر النواقل العصبية عبر منطقة التشابك العصبي وتسبب انقباض العضلة.
المشابك العصبية ضرورية لوظيفة الجهاز العصبي: الخلايا العصبية هي خلايا مختصة بنقل الشارات إلى خلايا معيّنة، والمشابك العصبية هي الوسائل التي تمكنهن من القيام بذلك. في المشبك، يكون الغشاء الخلوي للخلية العصبية التي تمرّر الإشارة (العصبون قبل المشبكي) على بعد قريب من غشاء خلية الهدف (بعد المشبكي). يحتوي كل من الموقع قبل المشبكي والموقع بعد المشبكي على مصفوفات واسعة من الآلات الجزيئية التي تربط بين الغشائين وتساعد في انتقال الإشارة.
تُعد المشابك العصبية من أساسيات الوظيفة العصبونية: العصبونات هي خلايا متخصصة في نقل الإشارات إلى الخلايا الهدف الفردية، وتمثل المشابك الوسيلة التي تقوم بواسطتها بذلك. في المشبك، يتراكب الغشاء البلازمي الخاص بالعصبون الذي تمر الإشارة عبره (العصبون قبل المشبكي) مع غشاء الخلية الهدف (الخلية بعد المشبكي). يحتوي كل من الموقعين قبل المشبكي وبعد المشبكي على منظومات واسعة من الآليات الجزيئية الرابطة ما بين الغشاءين والمسؤولة عن تنفيذ عمليات نقل الإشارات. في العديد من المشابك العصبية، يقع الجزء قبل المشبكي على المحوار في حين يقع الجزء بعد المشبكي على إحدى التغصنات أو جسم الخلية. تتبادل الخلايا النجمية بدورها المعلومات مع العصبونات، وتستجيب للنشاط المشبكي، تعمل بالتالي على تنظيم النقل العصبي. تتولى جزيئات الالتصاق المشبكي (إس إيه إم إس) المنبثقة من العصبونين قبل المشبكي وبعد المشبكي مهمة تثبيت المشابك (الكيميائية منها في الأقل) في موضعها، إذ تلتصق ببعضها البعض وتتداخل؛ وقد تؤدّي دورًا في توليد المشابك العصبية ووظيفتها.

## دور المشابك العصبية في الذاكرة
يُعد دور المشبك الملحوظ في تشكل الذاكرة أمرًا مسلمًا بصحته على نطاق واسع. نظرًا إلى تنشيط المستقبلات بواسطة النواقل العصبية عبر الشق المشبكي، يخضع الاتصال بين العصبونين للتقوية عندما ينشط العصبونان في نفس الوقت نتيجةً لآليات نقل الإشارات الخاصة بالمستقبل. يُعتقد أن تقوية المسارين العصبيين المتصلين سبب في تخزين المعلومات، ما يؤدي إلى تشكل الذاكرة. تُعرف عملية التقوية المشبكية هذه باسم التأييد طويل الأمد.
من الممكن التحكم في مرونة مشابك الخلية قبل المشبكية عن طريق تعديل تحرير الناقلات العصبية. يمكن تنظيم الخلية بعد المشبكية أيضًا عن طريق تعديل وظيفة مستقبلاتها وعدد هذه المستقبلات. ترتبط التغييرات في نقل الإشارات بعد المشبكية بشكل شائع مع مستقبلات حمض إن-ميثيل-دي-أسبارتيك (إن إم دي إيه آر) المعتمدة على التأييد طويل الأمد (إل تي بّي) والتخميد طويل الأمد (إل تي دي) بسبب تدفق الكالسيوم إلى داخل الخلية بعد المشبكي، إذ تمثل أحد أكثر أشكال اللدونة المدروسة في المشابك العصبية المستثارة.

## صور إضافية

شق تشابكي نموذجي في الجهاز العصبي المركزي
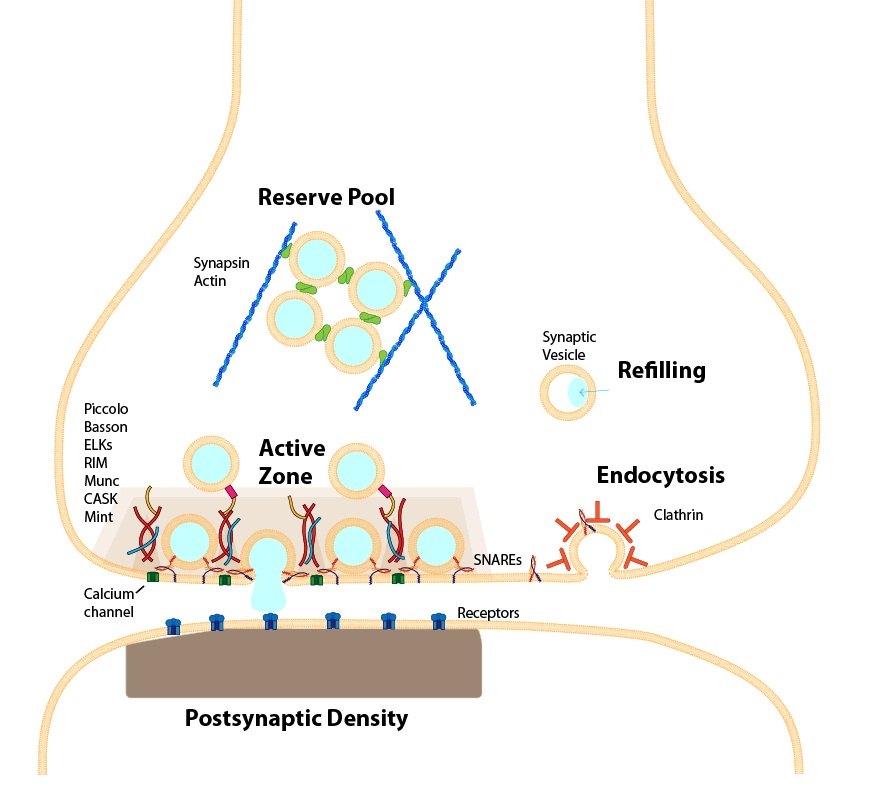
الشق التشابكي ودورة الحويصلات التشابكية
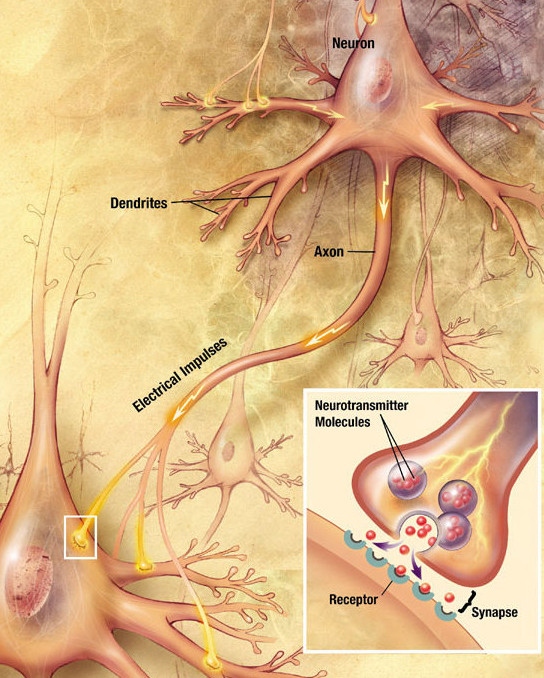
العناصر الأساسية لعملية نقل السيال العصبي في منطقة التشابك الكيميائي